# Ison & Fille (musikalbum)
Ison & Fille är ett album av hiphopduon Ison & Fille.

## Spårlista
| Spår | Låt Titel                | Producent/er                   | Medverkande Gäst/er  | Tid   |
| ---- | ------------------------ | ------------------------------ | -------------------- | ----- |
| 1    | En Gång Till             | Michel Rocwell                 |                      | 02:39 |
| 2    | 127 Stil                 | Michel Rocwell                 | Sabo                 | 04:22 |
| 3    | Väntar                   | Masse                          |                      | 04:11 |
| 4    | Ta D Dit                 | Masse                          | Aleks                | 04:04 |
| 5    | Le För Mig               | Sekken Thautz & Abiel          |                      | 04:24 |
| 6    | Allt Går Vidare          | Christian Falk                 | Aleks                | 04:16 |
| 7    | Bli Min                  | Sekken Thautz                  |                      | 05:27 |
| 8    | Haffa                    | Kaah                           |                      | 04:16 |
| 9    | Ber En Bön               | Michel Rocwell                 |                      | 03:48 |
| 10   | Håll Huvet Högt          | Fille Danza                    |                      | 04:16 |
| 11   | Vill Va Highwon          | Masse                          | Hoosam, Sabo & Gurmo | 05:34 |
| 12   | Dum Jävel                | Astma                          |                      | 04:16 |
| 13   | Ice & Danza (Vem Är Du?) | Filthy                         |                      | 04:05 |
| 14   | Tills Vi Ses Igen        | Erik L & Arka, Flyphonic Beats | Aleks                | 04:11 |
| 15   | Klippta Vingar           | Embee                          |                      | 04:00 |

## Singlar
- Ta D Dit (med Aleks)
- Haffa
- Vill Va Highwon (Med Hoosam, Sabo & Gurmo)